# 譚桂
譚桂（1546年—？），字世芳，江西南昌府南昌縣人，民籍，明朝政治人物。官至湖廣黄州府知府。

## 生平
萬曆元年（1573年）癸酉科江西鄉試第十五名舉人，五年（1577年）中式丁丑科會試第一百八十六名，三甲第二百三十一名進士。任刑部郎中，十三年（1585年）出為常州府知府，十七年（1589年）調黃州府知府。

## 家族
曾祖譚廣誠；祖父譚琥；父譚紃，恩例冠帶。母萬氏。慈侍下。